# Гай Юлій Саллюстій Сатурній Фортунатіан
Гай Юлій Саллюстій Сатурній Фортунатіан — римський військовий і політичний діяч другої половини III століття.
Про походження Фортунатіана нічого невідомо. Між 260 і 268 роком він обіймав посаду легат пропретор провінція Нумідія. Крім того, він був консулом-суффектом в невідомий рік, а також комітом імператора, швидше за все, Галлієна.
Його дружина — Вергілія Флорентіно. Можлива ідентифікація Фортунатіан з узурпатором Юлій Сатурніна.